# ريفا (بيدمونت)
ريفا هي بلدية في مقاطعة فرشيلي التابعة لإقليم بييمونتي الإيطالي، تقع على بعد حوالي 60 كيلومتر (37 ميل) إلى الشمال الشرقي من مدينة تورينو وحوالي 11 كيلومتر (7 ميل) إلى الجنوب من فيرتشيلي. في 31 كانون الأول / ديسمبر 2004 كان عدد سكانها 426 نسمة، وتبلغ مساحتها 9.5 كيلومتر مربع (3.7 ميل2).
تقع ريفا على حدود البلديات التالية: بالزولا، كوستانزانا، برتنغو، ستروبيانا، فيلانوفا مونفيراتو.